# 磷酸葡萄糖酸脱氢酶 (脱羧)
磷酸葡萄糖酸脱氢酶 (脱羧)（英語：phosphogluconate dehydrogenase (decarboxylating)，EC 1.1.1.44 （页面存档备份，存于））是一种以NAD+或NADP+为受体、作用于供体CH-OH基团上的氧化还原酶,化学式为:C2376H3725O694N643S23。这种酶能催化以下酶促反应：
6-磷酸-D-葡萄糖酸 + NADP+ {\displaystyle \rightleftharpoons } D-核酮糖5-磷酸 + CO2 + NADPH
在上述反应中，6-磷酸葡萄糖酸首先被氧化为3-酮-6-磷酸葡萄糖酸，同时NADPH形成并被释放；然后，中间体被脱羧产生1,2-烯二醇式结构，最终互变异构化为核酮糖5-磷酸。高浓度的NADPH对这种酶的活性有抑制性，而6-磷酸葡萄糖酸则能激活这种酶。磷酸葡萄糖酸脱氢酶 (脱羧)主要参与核酮糖5-磷酸的产生，并为磷酸戊糖途径提供主要的NADPH。